# Elisa Schlott
Elisa Johanna Lucie Schlott (Berlín, 7 de febrero de 1994) es una actriz alemana.

## Biografía
Es media hermana de las también actrices Emilia Pieske y Helena Pieske. Actuó de adolescente en sus primeras producciones televisivas junto a Ulrich Mühe y Corinna Harfouch. Esto fue seguido por sus primeras películas de cine, donde recibió el Premio de Promoción de Cine Alemán por el papel principal en Drout by the Lake.
Después de graduarse de la escuela secundaria, se mudó de Berlín a Londres por un año en octubre de 2012 para completar algunos cursos de actuación allí. A partir de 2014 estudió actuación en la Escuela Superior de Música y Teatro «Felix Mendelssohn Bartholdy» de Leipzig, de la que se graduó en 2017. En la temporada 2016/2017 estuvo comprometida en el estudio de actuación en Colonia.

## Filmografía

### Cine
| Año  | Título                           | Director                                                                       | Papel            | Nota         |
| ---- | -------------------------------- | ------------------------------------------------------------------------------ | ---------------- | ------------ |
| 2009 | Draußen am See                   | Felix Fuchssteiner                                                             | Jessika Borowski |              |
| 2009 | Giulias Verschwinden             | Christoph Schaub                                                               | Jessica          |              |
| 2011 | Fliegende Fische müssen ins Meer | Güzin Kar                                                                      | Nana Meiringer   |              |
| 2012 | Das Wochenende                   | Nina Grosse                                                                    | Doro Lansky      |              |
| 2013 | Spieltrieb                       | Gregor Schnitzler                                                              | Odetta           |              |
| 2014 | Agnieszka                        | Tomasz Emil Rudzik                                                             | Laura            |              |
| 2015 | Bienenjunge & Blumenmädchen      | Clemens Roth                                                                   | Elsa             | Cortometraje |
| 2016 | La Cigale et la Fourmi           | Julia Ritschel                                                                 | Lena             | Cortometraje |
| 2017 | Fremde Tochter                   | Stephan Lacant                                                                 | Lena             |              |
| 2018 | Safari: Match Me If You Can      | Rudi Gaul                                                                      | Lara             |              |
| 2018 | Goliath96                        | Marcus Richardt                                                                | Fiona            |              |
| 2020 | Limbo                            | Tim Dünschede                                                                  | Ana Bergmann     |              |
| 2020 | Narziss und Goldmund             | Stefan Ruzowitzky                                                              | Julia            |              |
| 2020 | Über die Deutsche Frau           | Ver listaKevin Schmutzler Tobias Schmutzler                                    | Frieda Geier     | Cortometraje |
| 2021 | Niemand ist bei den Kälbern      | Sabrina Sarabi                                                                 | Caro             |              |
| 2022 | Upon Her Lips: Butterflies       | Ver listaMargot Gallimard Julia Ritschel Abbe Robinson Samira Saraya Asli Umut | Lena             |              |
| 2023 | Auf Sand gebaut                  | Florian Paul                                                                   | Lin              | Cortometraje |
| 2025 | Le assaggiatrici                 | Silvio Soldini                                                                 | Rosa Sauer       |              |

### Televisión
| Año       | Título                          | Papel            | Nota                   |
| --------- | ------------------------------- | ---------------- | ---------------------- |
| 2006      | Das Geheimnis von St. Ambrose   | Fanny Cramer     | Película de TV         |
| 2006      | Der Idiot                       | Lebedjews Kind   | Serie                  |
| 2007      | Die Frau vom Checkpoint Charlie | Sabine Bender    | Película de TV         |
| 2008      | Der große Tom                   | Sophie Berger    | Película de TV         |
| 2008      | Polizeiruf 110                  | Laura            | Serie; 1 episodio      |
| 2011      | Das unsichtbare Mädchen         | Sina Kolb        | Película de TV         |
| 2012      | Finn und der Weg zum Himmel     | Hannah Maier     | Película de TV         |
| 2013      | Nichts mehr wie vorher          | Emma Gudermann   | Película de TV         |
| 2015      | Marie Brand                     | Hanna Wahl       | Serie; 1 episodio      |
| 2015      | Tatort                          | Rita Holbeck     | Serie; 1 episodio      |
| 2017      | Das Verschwinden                | Janine Grabowski | Miniserie; 4 episodios |
| 2018      | Der Richter                     | Luise Glahn      | Película de TV         |
| 2018      | Tödliches Comeback              | Kyra Sperling    | Película de TV         |
| 2019      | Schuld                          | Larissa Leipolt  | Serie; 1 episodio      |
| 2020-2023 | Unsere wunderbaren Jahre        | Ulla Wolf        | Serie; 10 episodios    |
| 2021      | Ein Hauch von Amerika           | Marie Kastner    | Miniserie; 6 episodios |
| 2021      | Ostfriesenangst                 | Laura Godlinski  | Película de TV         |
| 2022      | Das Boot                        | Greta Nussmeier  | Serie; 8 episodios     |
| 2022      | The Empress                     | Elena de Baviera | Serie; 6 episodios     |
| 2022      | Ramstein: Das durchstoßene Herz | Jeanine Koops    | Película de TV         |
| 2024      | Informant: Angst über der Stadt | Holly Valentin   | Serie; 6 episodios     |